# Колтушское шоссе
Колтушское шоссе — автодорога 41К-079 (Санкт-Петербург — Колтуши) во Всеволожском районе, являющаяся продолжением проспекта Косыгина (через Колтушский путепровод) и соединяющая Санкт-Петербург с городом Колтуши. Пересекает населённые пункты Заневка, Янино-1 и Янино-2.

## История
Колтушское шоссе известно с 1834 года (в этом году оно было обозначено на карте Ф. Ф. Шуберта). Оно шло от Охтинского разлива в направлении Колтушей, отсюда название. До 1918 года Колтушским шоссе называлась нынешняя улица Коммуны. До массовой застройки района Ржевки-Пороховых в 1960-х годах улица Коммуны сворачивала перед станцией Заневский Пост на восток и становилась Колтушским шоссе.
Интенсивность движения по трассе достигает почти 30 тысяч машин в сутки, часть из которых составляют большегрузы. Наибольшие транспортные заторы фиксируются на съезде с КАДа в Янино-1. 